# 龍貫天
司徒旭，BBS，MH（6月1日—），藝名龍貫天（英語：Loong Koon-tin），人稱旭哥，廣東開平人，香港粵劇演員（文武生），1979年入行，師承蘇少棠，1994年正式成為文武生。而龍貫天同時亦參與電視劇、舞台劇、政府宣導劇集及廣播劇，為香港粵劇界的多棲藝人。
2021年，龍貫天獲香港藝術發展局頒發第15屆香港藝術發展獎「藝術家年獎（戲曲）」，以表揚他在粵劇界所作出之貢獻。
2023年7月16日，龍貫天獲選為香港八和會館第40屆理事會主席，以接替卸任該職的汪明荃。

## 首本粵劇劇目
- 花蕊夫人
- 愛得輕佻愛得狂
- 福星高照喜迎春[6][註 1][7][8]
- 艷陽長照牡丹紅[9][10][7]
- 唐宮艷史之金盤洗祿兒
- 《毛澤東之虛雲三夢》系列
  - 毛澤東
  - 粵劇特朗普
  - 共和三夢
  - 智擒四人幫

## 其他粵劇
- 聊齋之生死戀
- 穆桂英下山
- 鳳求凰
- 白蛇會子
- 風塵三俠
- 宋徽宗．李師師．周邦彥
- 張羽煮海
- 陰陽判
- 妻嬌妾更嬌
- 殺狗記
- 劉伶醉酒
- 雪嶺奇師
- 飛賊白菊花

## 電視劇
- 包青天 飾 魚鷹、張居敬、顏世祺、常玉（四個單元）
- 碧血青天珍珠旗 飾 林雲
- 我來自潮州 飾 周全忠
- 殭屍道長 飾 殭屍王將臣
- 殭屍道長II 飾 應錦棠
- 再見艷陽天 飾 杜文琛/戶根木一郎
- 穆桂英之大破天門陣 飾 宋仁宗
- 穆桂英之掛帥 飾 宋仁宗
- 我和春天有個約會 飾 程浩德
- 97變色龍 飾 顧醫生
- 肥貓正傳II 飾

## 廣播劇
- 香江情未了
- 月向那方圓
- 琵琶記
- 青樓夢
- 夢斷殘宵
- 孟麗君金馬玉龍慶同輝
- 戲曲天地40週年 – 廣播劇《大戲場》[11][12][13][14][15]

## 舞台劇
- 虎度門
- 再世情

## 徒弟
- 馬浚偉[16]

## 備註
1. ↑  香港八和會館.發展里程、下載歷年大事表(PDF)、神功戲資訊，會務發展.1983年議決各鄉神功戲到會簽約，台柱必須有會員資格及有事務組會員參與，才可簽約。

## 外部連結
- 旭日中天 （页面存档备份，存于）
- 喁喁語——配《宋徽宗》《王寶釧》同期演　謝曉瑩重編心血作《蒙雲關》 頭條日報 2019-04-13 （页面存档备份，存于）